# Maison natale de Saint-John-Perse
La maison natale de Saint-John-Perse était un bâtiment d'habitation situé au 54, rue Achille-René-Boisneuf – ancienne rue d'Arbaud – à Pointe-à-Pitre en Guadeloupe. Construite vers 1850-1860, elle a été le lieu de naissance et d'enfance de l'écrivain et poète français Alexis Leger dit Saint-John Perse.
Inscrite aux monuments historiques en 1995, elle a été cependant démolie le 23 septembre 2017 sur décision du conseil municipal grâce à un arrêté qui a été cependant rétrospectivement annulé par le tribunal administratif.

## Historique

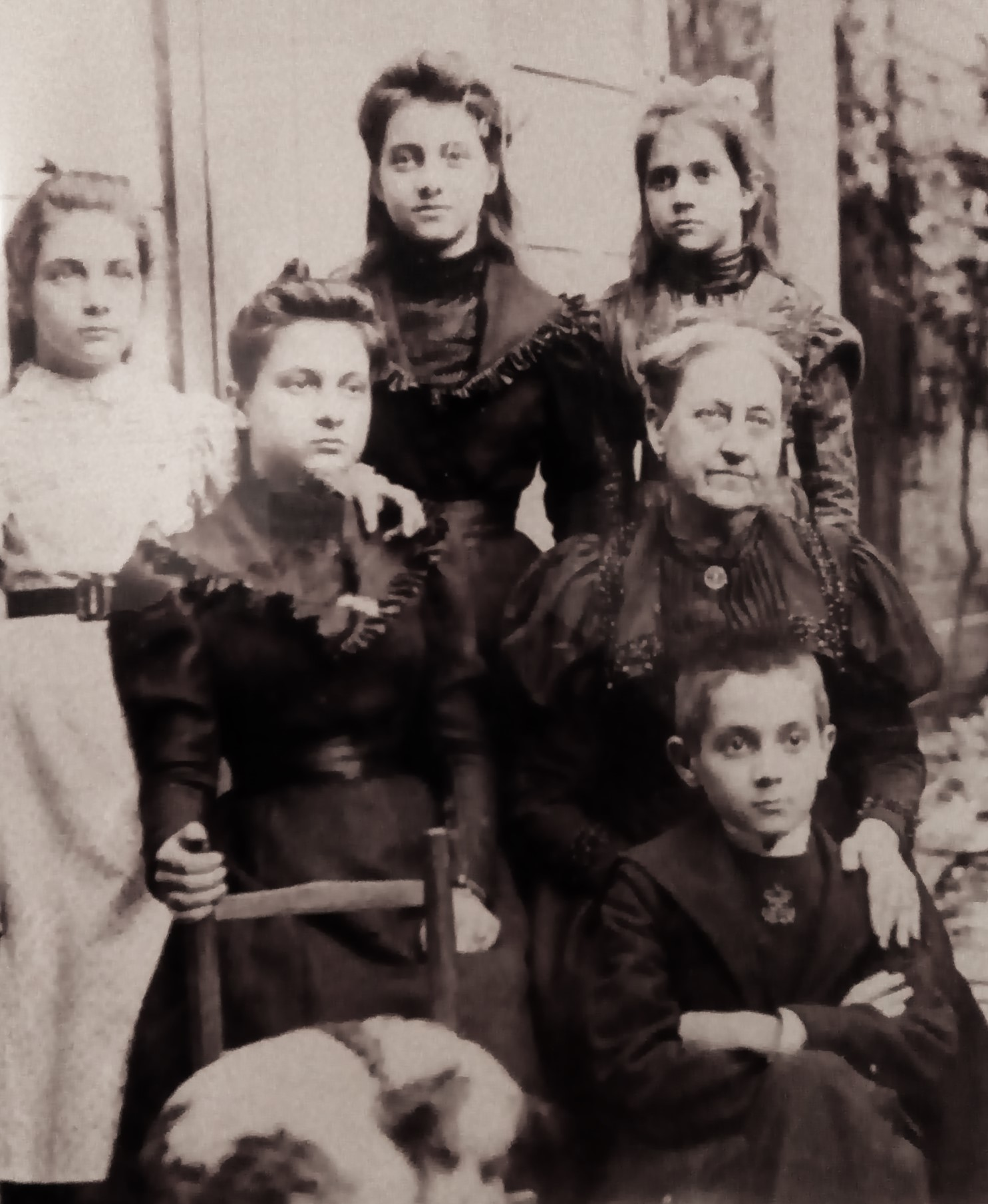
Alexis Leger et sa famille en 1896.

Construite rue d'Arbaud après le séisme de 1843 qui ravage l'île et avant 1863, elle présente la particularité d'avoir été le lieu de naissance le 31 mai 1887 de l'écrivain français (et futur prix Nobel de littérature) Alexis Leger, dit Saint-John Perse, dont la famille était majoritairement composée de juristes du côté paternel (notaires et avocats) et de propriétaires d'habitations du côté maternel. Alexis Leger y passe les douze premières années de sa vie – entre ses séjours d'été en Basse Terre sur l'habitation La Joséphine à Matouba, au-dessus de Saint-Claude, ou au Bois-Debout à Capesterre-Belle-Eau – avant son départ pour la métropole avec ses parents en mars 1899 pour s'installer à Pau.

### Démolition et contestations
Faute d'entretien pendant des années, l'édifice s'est progressivement délabré. Malgré une souscription lancée pour le sauver, financée en partie par l'Union européenne qui a débloqué des fonds, aucuns travaux n'ont été engagés par son propriétaire la communauté d'agglomération Cap Excellence, qui l'avait acquis en 2014 pour engager des renovations de sauvegarde,. En raison de son état de sécurité et du supposé péril qu'elle représentait pour les passants, la maison est finalement démolie, le 23 septembre 2017 sur décision de la municipalité de Pointe-à-Pitre (dirigée alors par Jacques Bangou) dans un arrêté pris seulement la veille, dans des conditions juridiques particulièrement douteuses et qui ont fait polémique (les procédures réglementaires en matière de monuments historiques n'auraient pas été respectées).

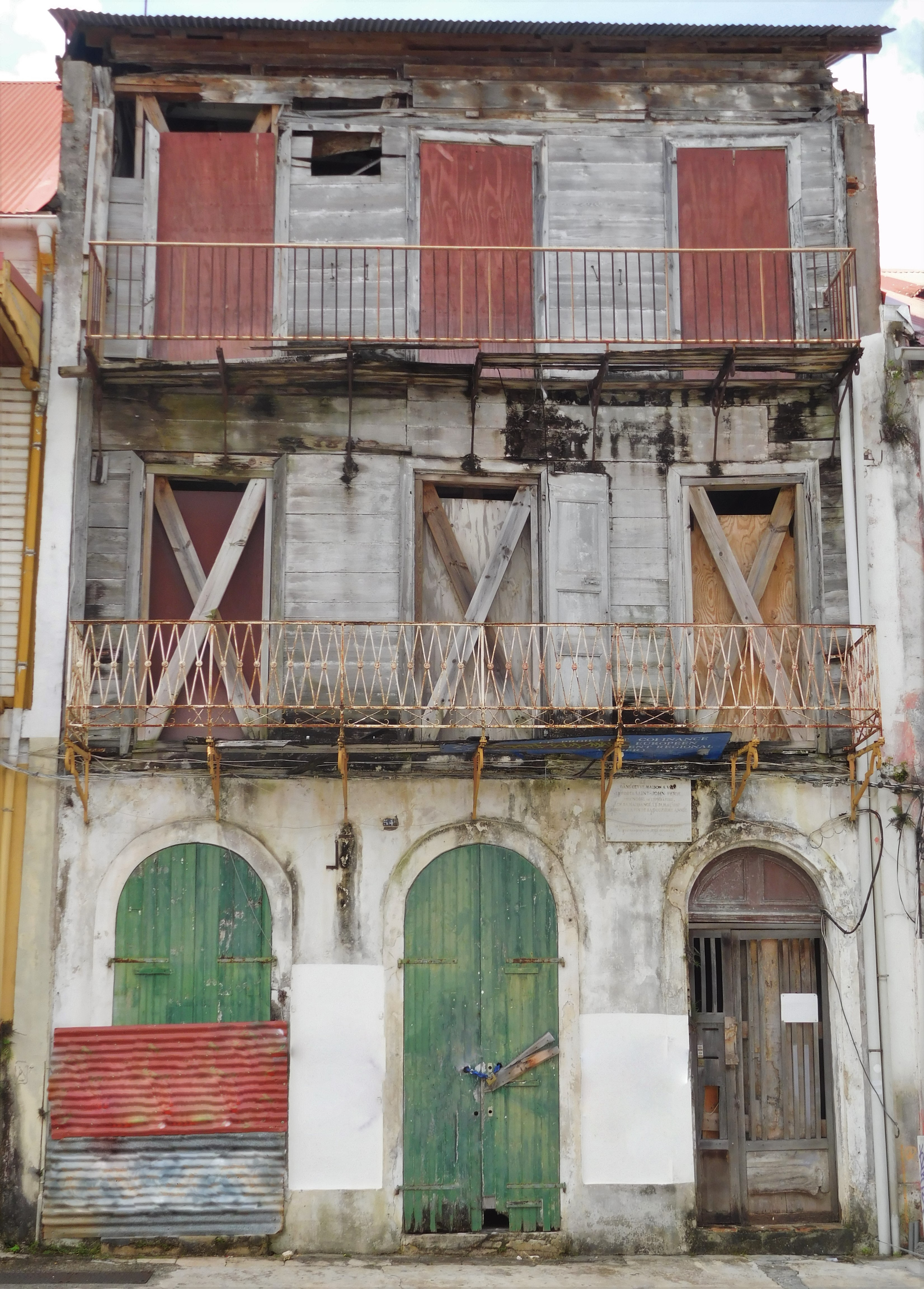
La maison, une semaine avant sa démolition en 2017.
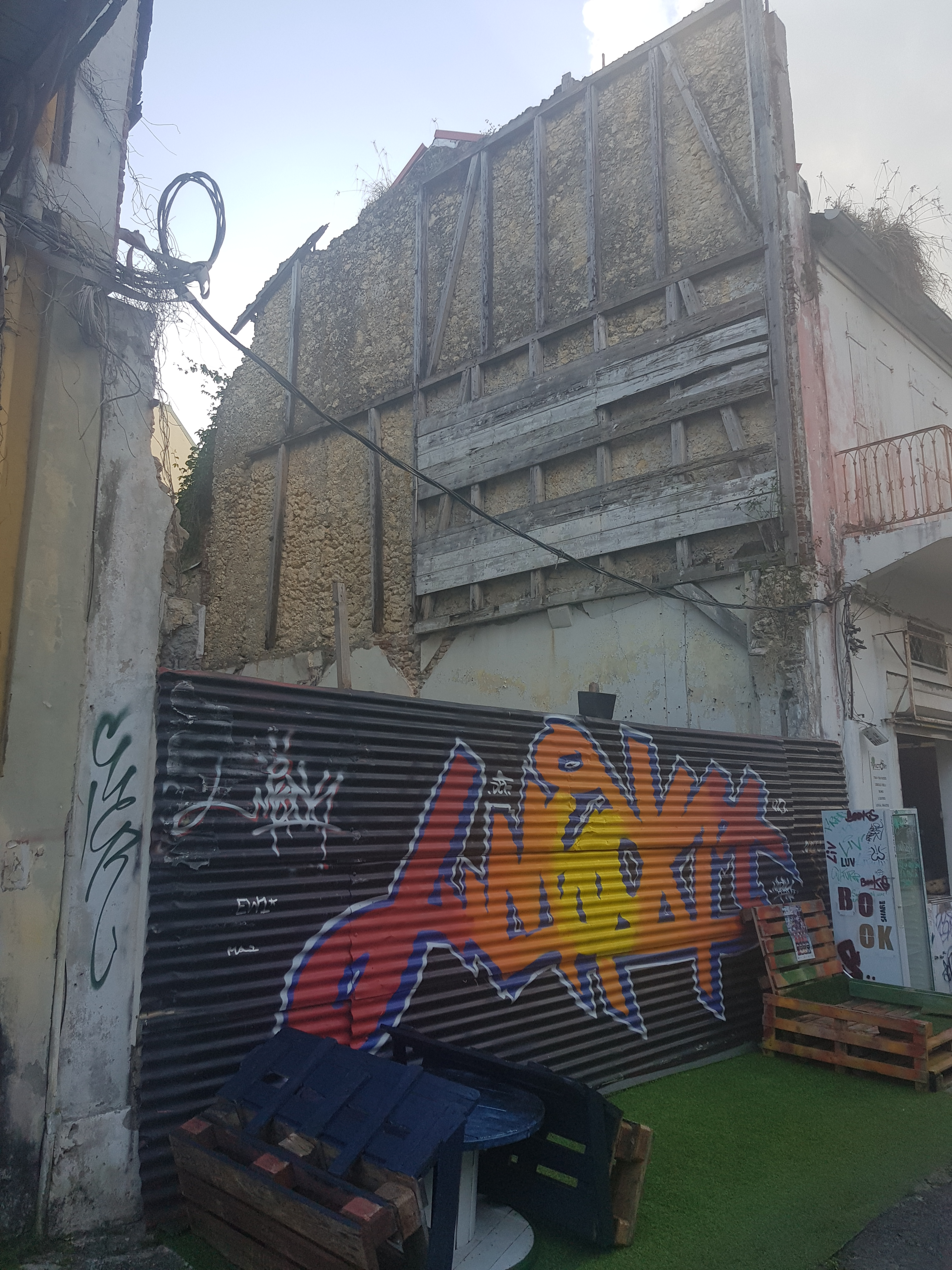
Emplacement de la maison natale de Saint-John-Perse après sa démolition. Photographie prise en avril 2022.

Deux associations de protection du patrimoine français ont, en 2018, rétrospectivement attaqué en justice devant le tribunal administratif l'arrêté municipal de démolition obtenant son annulation – en raison du fait que le bâtiment ne présentait pas un « péril particulièrement grave et imminent » seul justifiant sa démolition dans l'urgence – mais pas la reconstruction à l'identique de la bâtisse.

## Architecture
Le petit immeuble est bâti selon l'architecture traditionnelle de la vieille ville, en maçonnerie pour le rez-de-chaussée et en bois pour les deux étages (afin de résister aux séismes) avec une toiture en tôle. Toute la partie sur rue du bâtiment (façade et toiture) est inscrite au titre des monuments historiques le 1er août 1995 en raison de son architecture pontoise typique et de son intérêt pour le patrimoine guadeloupéen.